# Margaret Jacobsohn
Margaret Jacobsohn, née à Pretoria en Afrique du Sud, est une écrivaine, docteur en anthropologie, et écologiste et défenseuse de l'environnement namibienne.

## Biographie
Margaret Jacobsohn travaille dans des ONG pour la gestion des ressources naturelles en Namibie. Elle cofonde la Integrated Rural Development and Nature Conservation (IRDNC) et est mentor du Conservancy Safaris Namibia. C'est lors de ses études en anthropologie qu'elle découvre la Namibie.
Depuis 1983, dans le nord-est de la Namibie, avec Garth Owen-Smith, elle lutte contre la chasse illégale, endémique, qui y a décimé des espèces comme les rhinocéros noirs et les éléphants du désert, et elle milite pour le développement économique et social des populations locales. À la suite de ses actions, le braconnage est mieux contrôlé et des garde-chasses sont désignés par les communautés rurales. D'autres ressources naturelles, comme les palmiers, les joncs ou le chaume, les plantes tinctoriales et les nénuphars, sont surveillés,.
Elle s'est intéressée au peuple semi-nomade des Himba, auquel elle a consacré un livre en 2003, Himba, Nomads of Namibia. Ils constituent l'un des rares groupes africains qui utilisent l'ocre rouge pour se recouvrir complètement le corps, une coutume appelée otjize. Les Himba, à l'origine, appartenaient au groupe des Héréros.
En 1996, le gouvernement de la Namibie a adopté une Loi sur la Conservation des Zones Communes, qui permet aux communautés rurales vivant sur des terres appartenant à l'État de gérer et tirer un profit de la faune, de la même manière que les agriculteurs dans les exploitations privées.

## Prix et honneurs
- 1993 : Prix Goldman pour l'environnement avec Garth Owen-Smith[5]
- 1994 : Citée au Palmarès mondial des 500[6].
- 2015 : Prince William Award[7]

## Publications
- Himba, nomads of Namibia, photographies par Peter and Beverly Pickford, texte par Margaret Jacobsohn, 2003